# Leanne Guinea
Leanne Guinea (Melbourne, 12 de febrero de 1985) es una deportista australiana que compitió en piragüismo en la modalidad de eslalon. Ganó tres medallas en el Campeonato Mundial de Piragüismo en Eslalon entre los años 2009 y 2011.

## Palmarés internacional
| Campeonato Mundial | Campeonato Mundial      | Campeonato Mundial | Campeonato Mundial |
| Año                | Lugar                   | Medalla            | Competición        |
| ------------------ | ----------------------- | ------------------ | ------------------ |
| 2009               | Seo de Urgel (España)   | Medalla de oro     | C1 individual      |
| 2010               | Liubliana (Eslovenia)   | Medalla de plata   | C1 individual      |
| 2011               | Bratislava (Eslovaquia) | Medalla de oro     | C1 por equipos     |